# José Manuel Uría
José Manuel Uría González (Gijón, 1º dicembre 1969) è un ex ciclista su strada spagnolo, professionista dal 1992 al 2000.

## Palmarès

### Strada
- 1994 (Deportpublic/Castellblanch, una vittoria)

Subida al Naranco
- 1997 (Estepona-Toscaf, due vittorie)

1ª tappa Vuelta a los Valles Mineros (Pola de Laviana > Alto de la Casa del Puerto)
Classifica generale Vuelta a los Valles Mineros

#### Altri successi
- 1993 (CLAS-Cajastur)

Classifica scalatori Vuelta a Murcia
- 1994 (Deportpublic/Castellblanch)

Classifica scalatori Setmana Catalana
Classifica scalatori Volta Ciclista a Catalunya

## Piazzamenti

### Grandi Giri
- Giro d'Italia

1995: ritirato (16ª tappa)
1996: 74º
1998: ritirato (7ª tappa)
1999: ritirato (20ª tappa)
2000: 43º
- Vuelta a España

1994: ritirato (18ª tappa)
1995: 15º
1997: 14º
1999: 13º
2000: 47º

### Classiche monumento
- Milano-Sanremo

1999: ritirato